# خليج البندقية

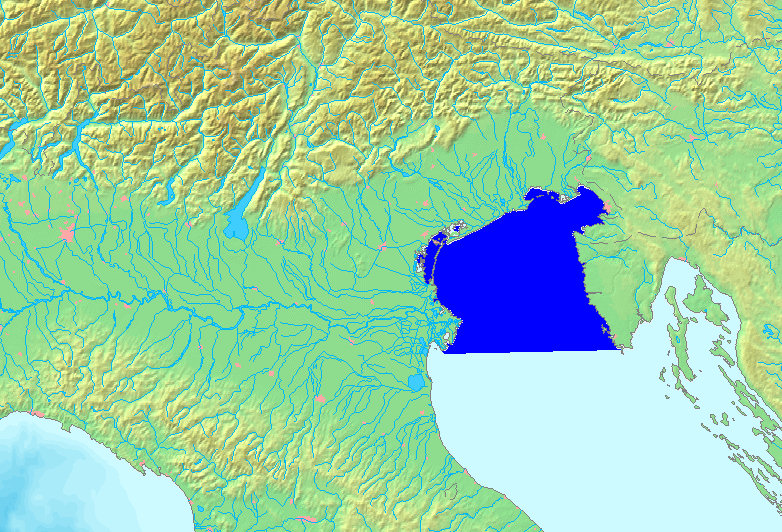
الخليج

خليج البندقية هو خليج مائي في شمال البحر الأدرياتيكي وهو محجر البحر الشمالي، يقع بين كرواتيا وسلوفينيا وإيطاليا تطل عليه مدن كبيرة مثل كيودجا وترييستي ومدينة البندقية التي استقى منها مسماه وكذلك بولا الكرواتية، يضم هذا الخليج في ركنه الأعلى خليج تريستي الخالي من الجزر، يمتد الخليج من دلتا نهر بو جنوبا وحتى شبه جزيرة استريا شمالا وتصب فيه عدة أنهار مثل نهر برينتا وأديج ونهر بيافي وتاجليامينتو ويكتنف جزيرة كبيرة تدعى ألباريلا.